# 絶対に笑ってはいけない熱血教師24時
『絶対に笑ってはいけない熱血教師24時』（ぜったいにわらってはいけないねっけつきょうしにじゅうよじ）は、2012年12月31日（月）18:30（午後6時30分）  - 2013年1月1日（火）0:30（午前0時30分、JST）にかけて日本テレビ制作のバラエティー番組『ダウンタウンのガキの使いやあらへんで!! 大晦日年越しSP』として放送された企画である。2006年の『絶対に笑ってはいけない警察24時』以来となるNNN30局同時ネット。系列外の琉球放送（RBC）は1月2日（水）23:45 - 1月3日（木）5:45に放送。
年明けの1月6日にはレギュラー放送にて未公開シーンが放送された他、1月8日（火）19:00 - 20:54にもテレビ大分・テレビ宮崎を除くNNN28局で、未公開シーンを集めた『ダウンタウンのガキの使い笑ってはいけない熱血教師お見逃しも未公開も一挙公開SP』（ダウンタウンのガキのつかいわらってはいけないねっけつきょうしおみのがしもみこうかいもいっきょこうかいスペシャル）が放送された。

## 概要
「笑ってはいけないシリーズ」の通算10作目。2005年に放送された『絶対に笑ってはいけない高校』と同じく学校が舞台という設定であるが、内容は大きく異なる（前回は生徒だったが今回は教師）。オンエアが歴代シリーズ最長タイとなる6時間（未公開を除く、未公開を含むと最長記録タイの8時間30分）となる。『絶対に笑ってはいけない病院24時』から引き続き、ガキの使いメンバー5人で罰ゲームを実施する。また本作では罰隊が「温泉宿一泊二日の旅in湯河原」以来7年ぶりに2種類あり、一つは「スパイ24時」から定番となった「ブラックアーミー軍団」、そしてもう一つは江戸時代にタイムスリップした際に登場した「黒忍者軍団」がある。(罰の内容は両者共に「病院24時」以降使用されている黒い棒でのケツバット)
今回はシリーズとしては初めて放送当日に渋谷ヒカリエにおいてパブリックビューイングが実施された。
| 熱血教師24時のメンバー （セリフテロップの色） | 第一印象                                | お仕置きを受けた回数（ケツバット） |
| --------------------------------------------- | --------------------------------------- | ---------------------------------- |
| 松本（赤■）                                   | 金髪ムキムキ金八                        | 290回（タイキック1回）             |
| 浜田（青■）                                   | 金八ヅラのテイストが違う                | 253回（キス、タイキック1回）       |
| 山崎（緑■）                                   | お笑い素人金八                          | 236回（タイキック2回、ビンタ1回）  |
| 遠藤（橙■）                                   | バツイチイケメン金八                    | 211回（タイキック、ケツ噴射1回）   |
| 田中（紫■）                                   | 文科系ノッポ金八                        | 209回（タイキック3回）             |
| 藤原（黒■）                                   | ラグビー部長（現代） / 町娘（江戸時代） | -                                  |

数字は罰を受けた回数、このうち一番多いメンバーを赤字、少ないメンバーを青字で示す。
DVDは、2013年11月27日に第19弾として発売。本編ディスク4枚が入ったアマレーケース仕様の通常版と本編ディスク4枚に加え、特典ディスク1枚のデジパック仕様の初回限定版の2種類に加え、今回からは本編ディスク2枚組と特典ディスク1枚が入ったデジパック仕様のBlu-rayディスクも用意された。また特典では今作から初めて笑いの刺客として登場した一部のキャスト達による秘蔵インタビューが収録されるようになった。

### 舞台
「ガースー法人 聖黒光り学園」（ガースーほうじん セントくろびかりがくえん）、通称GSG（Gaasuuhoujin St.kurobikari Gakuen）として、茨城県行方市の「行方市立麻生中学校跡地」（GSG校舎）、潮来市の「茨城県水郷県民の森」（スタート地点）と栃木県日光市にある日光江戸村内（社会科見学）でのロケが行われた。

### 視聴率
平均視聴率は第1部（18:30 - 21:00）が16.8%、第2部（21:00 - 翌0:30）が16.5%を記録した（ビデオリサーチ調べ、関東地区・世帯・リアルタイム）。『NHK紅白歌合戦』の裏番組として民放の中ではトップを記録した。瞬間最高視聴率は第2部の22:11と22:21に記録した21.7％（ビデオリサーチ調べ、関東地区・世帯・リアルタイム）。
2013年1月8日に放送された『お見逃しも未公開も一挙大公開SP!!』は16.7%を記録した（ビデオリサーチ調べ、関東地区・世帯・リアルタイム）。

### コラボキャンペーン
2012年12月31日放送内で「五・七・五 ちょっと工夫でこの上手さ! お料理即答褒め川柳」が行われた。これは、品川が出したお題の食べ物について、即答で五・七・五の川柳を作り、字数があっていて内容も料理を褒めている内容ならポイントがもらえ、ポイントを競うものであるが、そこで出た川柳に個性的な（悪く言えば川柳になっていない・料理を褒めていない）ものが揃った。そこで5人が作った川柳を基にした藤原プロデュースメニューを、ファミリーマートとのコラボ企画で2013年1月9日より発売することになった。また、社会科見学の控室引き出しトラップで登場したカップ麺「黒いスーガーラーメン」も、2013年1月10日より発売することになった。藤原本人が出演したCMが、2013年1月8日の未公開シーン放送内で放映された。

### スケジュール
- 08:00 - 勤務開始 ⇨ 教師の服装に変身 ⇨ バスに乗車して学園へ(一部未公開) ⇨ 保健室のマドンナ教師に挨拶 ⇨ 学園長に挨拶
- 09:45 - 新人研修室
- 10:00 - 引き出しネタ、DVD①「アウトレイジ予告編」[4]
- 11:00 - 学園の創立記念式典に出席(未公開)
- 11:30 - 昼食(お料理即答褒め川柳)
- 12:00 - 職員会議に参加 ⇨ 学園一の問題児を教育的指導
- 13:00 - ライバル学校との対抗イベントに参加(一部未公開)
- 14:00 - DVD②「適職ナビ」、ジミーVTR①「総合教育センターのカウンセラー」(未公開)、筋肉教師の授業を見学(未公開)
- 14:30 - 社会科見学の為バスに乗車 ⇨ 江戸時代にタイムスリップ ⇨ 次郎長一家に遭遇 ⇨ 板尾ターミネーターに遭遇① ⇨ どざえもんの身元確認に立会い(未公開) ⇨ 江戸の新人研修室
- 15:30 - 引き出しネタ ⇨ 大名行列に遭遇 ⇨ ねずみ小僧が出現 ⇨ 奉行所でお白洲を見学(一部未公開)
- 21:00 - ジミー大西VTR②「ザビエルのお悩み相談」⇨ 火消し団体同士の抗争を仲裁 ⇨ 板尾ターミネーターに遭遇②
- 22:30 お屋敷で芸者遊び(未公開)
- 23:00 遊郭で花魁の舞を見学、板尾ターミネーターに遭遇③(未公開)
- 00:00 現代の学校にタイムスリップ
- 01:00 PTA報告会に参加
- 02:00 ジミーVTR③「田原総一朗との対談」、驚いてはいけない(一部未公開)
- 03:00 勤務終了

## 出演者

### 本編
レギュラーメンバー
- ダウンタウン（松本人志・浜田雅功）
- 山崎邦正
- ココリコ（遠藤章造・田中直樹）

引率
- 藤原寛 - 引率のラグビー部顧問

バス内
GSG行きバス車内
- 日村勇紀（バナナマン） - ヴィジュアル系バンド「ファナティック・クライシス」ヴォーカル・ジェイド
- 伊藤一朗（Every Little Thing） - ヴィジュアル系バンド「ファナティック・クライシス」ギター・ナイトメア
- 遠野なぎこ - ヴィジュアル系バンド「ファナティック・クライシス」マネージャー・なぎこ
- 関根勤 - おすぎに扮して登場
- COWCOW（善し・多田健二） - あたりまえ体操、関根の相方

社会科見学行きバス内
- 池上季実子 - 2時間サスペンスドラマ『稚内湯煙殺人事件 -過去からの脅迫者-』主演
- 中山忍 - 妹・カナエ役
- とよた真帆 - 検事役
- 河原さぶ - 刑事役
- 小坂明子 - エンディング歌手
- 藤原寛 - 刑事長役

学校内
- 竹中直人 - GSG学園長
- 萬田久子 - 学園のマドンナ先生（養護教諭）、ヒロシに扮して登場
- 品川祐（品川庄司） - 昼食争奪ゲーム進行役
- 鈴木砂羽 - 主任教師
- 博多大吉（博多華丸・大吉） - 副主任教師
- パンツェッタ・ジローラモ - モンスターペアレント
- 徳川美妃 - 2年1組担任・村田先生
- 長州力 - 3年2組担任
- 天龍源一郎 - 3年1組担任
- 大島美幸（森三中） - ゴリライモの生徒
- 小日向しえ - 鉄仮面の生徒
- マツコ・デラックス - 学園一の問題児

対抗イベント
- 宮迫博之（当時・雨上がり決死隊）- 大会委員長
- 蛍原徹（当時・雨上がり決死隊）- 大会副委員長
- 具志堅用高 - GSGの助っ人体育教師
- 鈴木拓 （ドランクドラゴン）- フェリスター学院の応援団

ライバル学校・私立フェリスター学院教師
- 錦野旦
- 藤本敏史（FUJIWARA）
- KABA.ちゃん
- 木下隆行（TKO）
- 塚地武雅（ドランクドラゴン）
- 高橋茂雄（サバンナ）

PTA報告会
- 雨上がり決死隊（蛍原徹・宮迫博之） - PTA報告会議長
- 勝俣州和
- 千原ジュニア（千原兄弟）
- 木村祐一
- 高橋茂雄（サバンナ）
- 三又又三
- ヒデ（ペナルティ）
- 桂三度
- ライセンス（井本貴史・藤原一裕）

VTR内
『アウトレイジ ビヨンド』予告DVD（DVDではカット）
- ビートたけし（ツービート）
- 西田敏行
- 三浦友和
- 加瀬亮
- 中野英雄
- 松重豊
- 小日向文世
- 高橋克典
- 桐谷健太
- 新井浩文
- 田中哲司
- 白竜
- 塩見三省
- 中尾彬
- 神山繁

適職ナビ
- 宮川俊二 - 講師
- 優木まおみ - アシスタント
- 内田裕也 - タクシードライバー、機長
- 新おにぃ（前島コーイチ） - 副操縦士

大西ザビエルの懺悔部屋
- ジミー大西 - 宣教師「大西ザビエル」

『朝まで時事対談!〜日本の日の出はまだか〜』
- ジミー大西 - 国際ジャーナリスト「大西秀明」
- 田原総一朗 - ジミーの対談相手

江戸時代
- 遠藤の父親 – 清水次郎長
- 遠藤の母親 - 次郎長一家・大政
- 遠藤の弟 - 次郎長一家・小政
- 千秋 – 森の石松
- 板尾創路（130R）- ターミネーター
- 菅賢治 - カップ麺“黒いスーガーカップ”の表紙、ガースー亭の大将
- 六平直政 – 大名行列を横切った娘の父
- 大名行列を横切った少女 – 六平の娘
- 岡田圭右（ますだおかだ） - ハッピーボーイ（大名様）
- 辺見マリ – 鼠小僧の施しに群がった町人(浜田以外は気がつかなかった)
- 鼠先輩 – 同上
- 江頭2:50 - 奉行所役人

奉行所
- 竹内力 - 遠山左衛門尉
- 千原ジュニア（千原兄弟）- 奉行所同心
- 東幹久 – 町医者（エロ医者）・東幹之平
- 叶姉妹（叶美香・叶恭子） – 花魁
- 新おにぃ（前島コーイチ） - ニセ一休
- 森崎友紀 – 遠藤吟味の証人
- 江頭2:50 - 刑執行人

集会場
上島組
- 上島竜兵（当時・ダチョウ倶楽部） - 親方
- ケンドーコバヤシ – 若頭
- 岩尾望（フットボールアワー）
- ワッキー（ペナルティ）
- 中村喜伸

出川組
- 出川哲朗 – 親方
- 星田英利 – 若頭
- 田中卓志（アンガールズ）
- 原西孝幸（FUJIWARA）
- 児嶋一哉（アンジャッシュ）

- 岡林裕二（大日本プロレス） - 田中にロメロスペシャルをする

遊郭
- 蝶野正洋 - 奉行所役人
- 鼠先輩 - 諜報部員

驚いてはいけない熱血教師
山崎・ココリコのパート
- Hi-Hi（岩崎一則・上田浩二郎） - 「驚いてはマジカルバナナ」の終点「パスタ」
- イジリー岡田
- ジェイソン・ボーヒーズ集団
- 謎のふく面集団
- 八木真澄（サバンナ） - スペシャルクイズ司会

ダウンタウンのパート
- 庄司智春（品川庄司） - ミキティーを探す男
- 水木一郎 - クイズの正解発表者
- 腰フリおばちゃん（浅見千代子）集団
- ジェイソン集団

全員のパート
- ジェイソン集団
- ゆうたろう – 地面から出てきた男
- 巨大山村貞子集団

終了時
- 菅賢治 – 二宮菅次郎（GSG創設者、二宮金次郎に扮して登場）
- 藤井フミヤ - エンディング「TRUE LOVE」の替え歌を担当

### 未公開シーン
2013年1月6日OAのレギュラー枠と、1月8日OAの2時間特番で放送。

#### 2013年1月6日未公開シーン出演者
驚いてはいけない熱血教師
全員のパート
- エハラマサヒロ - 驚いては寄席の出演芸人
- RG（レイザーラモン） - 驚いては寄席の出演芸人
- COWCOW（善し・多田健二） - 驚いては寄席の出演芸人

#### 2013年1月8日未公開シーン出演者
バス内
GSG行きバス内
- 友近 - 女優・秋川寿美子（「生島ヒロシ昼時エブリデイ」旅の案内人）
- 中川家（礼二・剛） - 「生島ヒロシ昼時エブリデイ」のカメラマンとディレクター
- アベンジャーズみたいな自称スーパーヒーローのチーム・アーベンジャーズ　
  - 大和田伸也 - マイチー・ソウ
  - テレンス・リー – ホック・アイ
  - 梅宮辰夫 – アイアンマーン
  - アグネス・チャン – ブラック・ウィンドウ
  - スギちゃん – キャプテン・アメリカン
  - 楳図かずお – 超人ハルクス

- 小籔千豊 – 警察官

社会科見学行きバス内
- 竹井篤次（ガキの使いNEWフェイス） - 子役兄妹の兄（とくちゃん）
- あっちゃん – 子役兄妹の妹
- 河本準一（次長課長）– 子役兄妹のママ
- 前田美波里 – 中華屋の出前の母親

学校内
- 川島明 （麒麟）- 生活指導教師
- ダイアモンド☆ユカイ – 音楽教師
- 海原はるか（海原はるか・かなた） - アイドル研究会・主将「はるかちゃん」
- 礼二（中川家） - 朝礼に乱入してきた酔っ払い
- 宝塚工業の不良グループ「隅田愚連隊」
  - 隅田美保（当時・アジアン） - リーダー
  - 黒沢かずこ（森三中）
  - バービー（フォーリンラブ）
  - 椿鬼奴
- なかやまきんに君 – 日本史教師
- 草野仁 – 日本史教師

VTR内
教育カウンセラー
- ジミー大西 – カウンセラー「大西秀子」

江戸時代
- MEGUMI - 奉行所役人
- 蛭子能収 – どざえもん1（江戸で売れない漫画家）
- 酒井敏也 – どざえもん2（各地を回る売れない旅役者）
- 山根良顕（アンガールズ）– どざえもん3（各地を回る売れない旅芸人）

お屋敷
- 菅賢治 – 十六代将軍・徳川コゲ光
- 水野美紀 – 姫
- 若林正恭（オードリー） - 家老
- 渡辺直美 – 芸者（なおみ奴）
- ハリセンボン（箕輪はるか・近藤春菜） - 芸者（はるか奴・はるな奴）
- ローラ – 芸者（ローラ奴）
- 真島茂樹 – 芸者（マジー奴）

## 主な出来事
バス車内
- 初めに罰を受けたのは、一番乗りでバスに乗り、車内から浜田の顔を見て笑った山崎。

GSG本部
- 保健室は萬田久子が登場した後、「ヒロシです。（ヒサコです。）のパロディ」が流れた。
- 学園長室は竹中直人が登場した後、ハイテンションし過ぎて気を失い、担架で運ばれた。

引き出し
- 田中の中にはDVD1枚、机の下にスタッフが履いていた靴の臭い中敷き。
- 山崎の中にはスクラッチカード、Aの枠から山崎の顔が出て、Bの枠から「タイキック」の文字が出現し、山崎がタイキックを受けた。もう一度Bの枠を削ると再び「タイキック」の文字が出現し、山崎が2発目のタイキックを受けた。
- 松本の中にはスロットのメダル5枚、松本の愛娘が描いた家族の絵のパネル。
- 浜田の引き出しの中にはゴリラと浜田の合成写真2枚（小ゴリラと大人のオスゴリラ）のパネル。
- 遠藤の引き出しの中には「我々は全てを知っている」と書かれた封筒。中身は週刊誌で、2年前の『絶対に笑ってはいけないスパイ24時』で遠藤がナンパした女性（渋木美沙）との密会が一部始終掲載されていた。ちなみにこれを見た際、松本、浜田、山崎が笑ってしまい、お仕置きを受けたが、何故か笑っていない遠藤までしばかれた。
- 松本がスロットを回すと、2回目で見事山崎の絵柄が揃いメダルを1枚獲得。しかし3回目で田中の絵柄が揃った瞬間、「田中 タイキック」とスロットマシンの画面から表示および放送が流され、田中がタイキックを受けた。

DVD
- VTRは「アウトレイジ ビヨンド」の予告編（DVD&BD版の発売予告）が流れ、DVDの最後に、西田敏行が「オイコラ田中ァ!　ワリャタイキックじゃボケェ!」と怒鳴りながら発言するシーンが流され、指名でタイキックを受けることに全員が笑いを通り越して驚愕し、田中が2発目のタイキックを受けた。これには松本も「ムゴい…」と発言している。(DVD第19巻ではカット)

対抗イベント
- 「どこまでも高く!!宣言跳び箱!!」では遠藤が跳び箱に尻がついてしまい、観客にいる鈴木拓からも指摘されてしまったため、遠藤がタイキックを受けた。

社会見学
- 江戸時代にとけこむ為5人は旅人に、藤原は町娘に変装した。

江戸時代の引き出し
- 遠藤の中には大量の100円玉（部屋に置いてあるUFOキャッチャーを遊ぶための硬貨）、先程の週刊誌。
- 浜田の中には先程のパネル、カップ麺（黒いスーガーカップ）5つ。
- 田中の中には掛軸。
- 山崎の中には千両箱、中には時限爆弾式のダイナマイトが入っており、『赤か青どちらかを切れ』と書いており山崎は田中を呼び、赤を切ったが時間は止まらず数秒経って爆発した。
- 松本の中には浜田似の腹話術人形。

お白州
- 東幹久には山賊タイキックの刑（幹久はタイキックを受けることは聞かされてない）としてタイ人ボクサーが登場しタイキックを受けた。
- 新おにぃには打ち首
- 遠藤の様々な醜態[6]を身内の前で暴露され、江頭の肛門から粉を噴出された。

遊郭
- 花魁の見学に行くと役人の蝶野が登場。鼠小僧が潜伏しているとの情報があり、その似顔絵が山崎だった。救済措置として「一発ギャグをして誰か笑わせることができたら不問にする」と言われた山崎は早速挑戦したが、結局誰も笑わせることができずビンタを受けた。

集会『絶対に笑ってはいけないホテルマン24時』から実施
驚いてはいけない熱血教師
- 日本テレビ系列での同時ネット局ではベストランキングで八木真澄が「ブラジルの人聞こえますか。」と2回宣言をした直後に2013年の年が明けた。

## 未公開の出来事
(2013年1月6日)
対抗イベント
- 「力を合わせて ピタゴラリレー」では松本と木下が同じ場所でボールを落としたが、落とした場所から再チャレンジしてみた結果、木下は成功して松本は失敗したため、松本がタイキックを受けた。
- 「ねばってねばって 正座バランスボール」では浜田がスタートとほぼ同時にボールから落下したため、浜田がタイキックを受けた。

驚いてはいけない熱血教師
- 驚いてはいけないではメンバー全員、驚いては寄席に付き合わされていた。

お白州
- お白州では新おにぃの疑惑が1つ行われたがDVDではカットされた。

(2013年1月8日)
学校内
- スロットの後、朝礼が行われたが音楽教師による校歌独唱、酔っぱらいや女軍団の乱入。

- 適職ナビの後、ジミー大西のVTR、筋肉授業の見学があった。

お屋敷
- お屋敷遊びで最もひどかった田中が水野美紀からケツキックを受けた。

## 主要スタッフ
- ナレーター：広中雅志
- 企画構成：松本人志、浜田雅功
- 構成：高須光聖、塩野智章/西田哲也、八代丈寛、鈴木雅貴、久保貴義、柳しゅうへい、ゴージャス染谷、渡辺陽介、深田憲作、林龍雄、ビル坂恵、米田匡篤
- TM：石塚功
- TD/SW：林洋介
- SW：村田陸彦
- CAM：石渡裕二、水谷元保
- VE：篠原昭浩、川村雄一
- CCD：藤沼大輔、山内新太
- MIX：木村宏志、高岡彰吾、大場悟
- AUD：林晃司
- モニター：吉邑光司
- イントレ：門脇司、河森明寿
- LD：山内圭
- LO：森田恵太郎、帯金貴子
- アートプロデューサー：林健一、山本澄子
- デザイナー：高橋太一、北原龍一
- グラフィックデザイナー：菊池眞純
- 大道具：入江豊、矢口幸二
- 小道具：佐々木洋平、佐久間聖
- 衣裳：川上紗也加、有馬裕太
- 電飾：原口まどか
- 持道具：三野尚子
- 特殊効果：栗原寛亨
- 造園：安澤淳
- 花飾：花香恭子
- 結髪：高橋加奈子
- スタイリスト：高堂のりこ、北田あつ子
- メイク：Office Makise、小室あい
- 特殊メイク：自由廊
- イラストデザイン：安居院一展（アパッシュ）
- 車両：関谷匡範（アルタイル）
- リサーチ：野村直子（Vispo）
- CG加工：井鍋渉（QuadRoot）
- 楽曲制作：坂本秀一
- フードコーディネーター：あまこようこ
- 編集：上坂一史、細谷大輔
- MA：日吉寛（RAFT）
- 音効：梅田堅、平澤亜希
- TK：前田淳子
- 技術協力：NiTRo、共立、ジャパンテレビ、バンセイ、ヌーベルバーグ、東京オフラインセンター、ビデオウイング、千代田ビデオ、アニキ、東通、エイコー、エイ・フィールド、SDTエンタープライズ、ミヤギテレビサービス、ティスマンサービス、小輝日文、SANY、ベスコ、ビデオサービス、西尾レントオール、PYG、タリー、YDS、クリエイティブコーブ、ミックビジョン、FVA、アーク・ビデオ、サークル、銀座サクラヤ、テックス、共信コミュニケーションズ、アズボンド
- 美術協力：日テレアート
- 写真協力：竹書房『アンリの日記』
- ロケ協力：行方市、行方市商工会、茨城県水郷県民の森、日光江戸村、鬼怒川・川治温泉観光協会、日光市、京楽、ロボットレストラン、株式会社藤田、日野ビューティスタジオ、タカハシレーシング
- 衣裳協力：ヨシエイナバ、レキップヨシエイナバ、ナネットレポー、アッシュ・ペー・フランス、ロエン、ロイド
- 編成：横田崇
- 営業：梶原美緒
- 宣伝：永井晶子
- AD：宮内聡仁/前田匡寛、石橋風吾、掛札史奈、三村美絵、小林剛史、阪口悠樹
- 制作進行：大園勝寛
- デスク：内野幸
- AP：小林智武、松本あゆみ、山中れい子、鈴木淳司
- ディレクター：堤本幸男/但木洋光、鶴田哲朗、山本カンスケ、名嘉鎮士、島田健作、諏訪裕紀、赤堀哲也、小紫弘三、土屋良介
- 演出：高橋敬治、田中竜登
- プロデューサー：斎藤政憲/中村喜伸、大沼朗裕、小林宏充、本間正幸
- 監修：柳岡秀一
- 総合演出：斉藤敏豪
- プロデューサー・演出：大友有一
- チーフプロデューサー：大野彰作
- 協力：吉本興業
- 制作協力：charie's ZORO、オフィスぼくら、Fact
- 製作著作：日本テレビ

## 備考
- 2013年に日本テレビが開局60周年を迎えるに当たり、企業ロゴを刷新した。2013年最初に放送された番組が当番組であったため、当番組のエンディングロールがテレビ番組としては新ロゴの最初のお披露目の場となった。
- 2013年2月10日のレギュラー放送（5人によるフリートーク内）で、奉行所での遠藤吟味や、田中の妻（小日向）出演などに関しての後日談が語られた。